# Мана (финский музыкант)
Мана (фин. Mana), он же Антто Туомайнен (фин. Antto Nikolai Tuomainen, родился 12 декабря 1979) — финский музыкант и продюсер. Наиболее известен как барабанщик финской хэви-метал группы «Lordi». Мана использует ударную установку Balbex. Мана заменил умершего ударника Отуса в 2012 году. В 2013 вместе с Томи Путаансуу (Mr. Lordi) и Мартти Сервоо написал и спродюсировал песню Sinisellä Sydämellä, которая стала гимном футбольного клуба Рованиеми РоПС.
Является фанатом таких исполнителей, как Иэн Пейс, Кози Пауэлл, Винни Апписи, «Kiss».

## Биография
Работал техническим рабочим в известной финской метал-группе «Teräsbetoni», а в 2008 году вместе с ней выступил на конкурсе «Евровидение». Также играл в другой финской хэви-метал группе под названием «Moonmadness». С 2009 года играет на бас-гитаре в кавер-группе «The Coveralls» вместе с гитаристом «Teräsbetoni» Вильо Рантаненом.
Вымышленная биография Маны: Мана - малоизвестная легенда северного скандинавского фольклора.  Считается, что он пастырь мертвых, действующий в проходе между миром живых и мертвых, прежде чем они наконец перейдут на другую сторону.  Некоторые старые санскритцы утверждают, что он когда-то был человеком и в 1100-х годах работал бродячим пастором в скандинавских странах и был отлучен от церкви из-за своих необычайно жестоких методов наказания грешников.  Он был худой человек, который не говорил ни слова.  Он судил людей, просто посмотрев на них, и сразу же исправлял их на месте.  Несмотря на то, что его фигура не была физически запугивающей, он мог сам разрушать целые семьи.  В стихотворении 1187 года рассказывается о «деревянной палочке от человека, который убил одиннадцать человек, не подняв кулака и не сделав шаг».  В стихотворении также упоминается то, что согласуется с другими произведениями и легендами того времени.  «Муха не заметит, десять мух говорят вам, что солнце встает, когда мухи возвращаются с солнца, мана прибывает».  Говорят, что Мана путешествовала в виде роя черных и зеленых мух, и некоторые его резные изображения на дереве изображают его с челюстями, которые напоминают челюсти насекомого, так же, как у мух

## Дискография
- MoonMadness: All in between (2008)
- Ahola: Stoneface (2012)
- Amendfoil: Skyline escape (2013)
- Martti Servo: Sinisellä Sydämellä (2013) — все инструменты, продюсер

### Lordi
- To Beast or Not to Beast (2013) — ударные, бэк-вокал
- Scare Force One (2014) — ударные, бэк-вокал
- Monstereophonic – Theaterror vs. Demonarchy (2016) — ударные, бэк-вокал
- Sexorcism (2018) — ударные, бэк-вокал
- Killection (2020) — ударные, бэк-вокал
- Lordiversity (2021) — ударные, бэк-вокал
- Screem Writers Guild (2023) — ударные, бэк-вокал